# Ibn Abī Zaid al-Qairawānī
Abū Muhammad ʿAbdallāh ibn Abī Zaid ʿAbd ar-Rahmān al-Qairawānī (arabisch أبو محمد عبد الله بن أبي زيد عبد الرحمن القيرواني, DMG Abū Muḥammad ʿAbdallāh ibn Abī Zaid ʿAbd ar-Raḥmān al-Qairawānī geb. 922 in Kairouan, gest. 17. September 996 ebenda) war ein malikitischer Rechtsgelehrter in Kairouan, der durch seine Lehrtätigkeit, Fatwa-Aktivität und umfassenden Werke wesentlich zur Systematisierung der malikitischen Lehre und ihrer Verbreitung unter der Bevölkerung von Ifrīqiya beigetragen hat. Wegen seiner überragenden Bedeutung für die malikitische Rechtsschule ist er auch „Mālik der Jüngere“ (Mālik aṣ-ṣaġīr) genannt worden.
Ibn Abī Zaid, der selbst unter schiitischer Herrschaft lebte, hat mit seinem Wirken die Restauration des Sunnitentums in Nordafrika vorbereitet, die mit der Abwendung der Zīrīden von den schiitischen Fatimiden unter al-Muʿizz ibn Bādīs im Jahre 1045 ihren Abschluss fand. Seine umfangreichen Werke, die zum Teil in Abschriften aus seiner Zeit erhalten sind, sind die einzigen Quellen zur Erfassung verschollener malikitischer Schriften aus der produktiven Epoche der Aghlabiden.

## Leben

### Herkunft und Ausbildung
Die Herkunft von Ibn Abī Zaids Familie ist unsicher: entweder kam sie aus Nafza in Spanien oder aus Nafzāwa in Ifrīqiya. Er begann sein Studium bereits in sehr jungen Jahren und hörte bei zahlreichen Autoritäten in Kairouan. Sein wichtigster Lehrer im Bereich des Fiqh war Abū Bakr Muhammad Ibn Labbād (gest. 944). Er vermittelte Ibn Abī Zaid auch die meisten Hadith- und Fiqh-Bücher, auf die er sich später in seinen eigenen Werken stützte. Die Vorlesungen, die Ibn Abī Zaid bei Ibn Labbād besuchte, hatten den Charakter konspirativer Zusammenkünfte, denn der schiitische Statthalter von Kairouan hatte diesen unter Hausarrest gestellt und ihm Lehrverbot erteilt. Weitere bedeutende Lehrer waren Saʿdūn al-Chaulānī (gest. 935), Abū l-Fadl al-Mumsī (gest. 944), Abū Sulaimān al-Qattān (gest. 944), Abū l-ʿArab at-Tamīmī (gest. 944), ʿAbdallāh Ibn Masrūr (gest. 957) und Abū Ishāq as-Sabā'ī (gest. 966).
Noch bevor Ibn Abī Zaid 20 Jahre alt war, begab er sich auf eine Bildungsreise (rīḥla) in den Osten. In Mekka und Medina studierte er bei verschiedenen Hadith-Gelehrten, darunter Ibn al-Aʿrābī und Ahmad ibn Muhammad ibn Ziyād (gest. 953), in Ägypten bei dem malikitischen Qādī Abū ʿUthmān Ahmad ibn Ibrāhīm (gest. 941), der ihm die Bücher der bedeutenden irakischen Malikiten vermittelte.

### Aktivität als Gelehrter
Nach seiner Rückkehr in seine Heimat betätigte sich Ibn Abī Zaid als Gelehrter und Mufti. Al-Wanscharīsī (gest. 1508) referiert in seinem al-Miʿyār al-muʿrib viele seiner Fatwas. Einige Fatwas hatten auch einen politischen Charakter. So stufte er in mehreren von ihnen die Fatimiden und diejenigen, die sie unterstützten, als Ungläubige ein. Ein zu seiner Zeit viel diskutiertes Problem war die Frage, ob die Zakāt, die die muslimischen Gläubigen an die Fatimiden entrichten mussten, eine gültige islamrechtliche Zakāt war. Während Ibn Abī Zaid zunächst zusammen mit seinem Lehrer Ibn Labbād aus Nützlichkeitserwägungen die Meinung vertrat, dass man diese Zahlung als gültige Zakāt-Leistung ansehen könne, weil sonst die Muslime noch ein zweites Mal die Zakāt leisten müssten, änderte er später seine Meinung und erklärte die an die Fatimiden geleistete Zakāt für ungültig, mit dem Argument, dass sie für verbotene Dinge verwendet würde und auch nicht den Muslimen zugute komme.
Als 943 der Aufstand des Ibaditen Abū Yazīd Machlad ibn Kaidād ausbrach, hatten die sunnitischen Gelehrten wegen seiner Feindschaft zu den Fatimiden große Sympathien mit ihm. Nachdem Abū Yazīd im Oktober 944 Kairouan eingenommen hatte, schlossen sich viele von ihnen seinen Truppen an, darunter auch die meisten von Ibn Abī Zaids Lehrern. Viele von ihnen fielen im Kampf gegen die Fatimiden. Ob Ibn Abī Zaid ebenfalls mitgekämpft hat, ist nicht bekannt, doch verfasste er ein Trauergedicht auf seinen im Kampf gefallenen Lehrer Abū l-Fadl al-Mumsī.
In der Folgezeit tat sich Ibn Abī Zaid vor allem als Lehrer und Autor bedeutender malikitischer Rechtswerke und hervor. Insgesamt hatte er 71 namentlich bekannte Schüler. Darunter waren sowohl Nordafrikaner wie al-Barādhiʿī (gest. 983), Abū l-Hasan al-Qābisī (gest. 1012), Makkī ibn Abī Tālib Ibn Hammūsch (gest. 1045) und ʿAbd ar-Rahmān al-Labīdī (gest. 1049) als auch Andalusier wie Muhammad ibn Mūhib (gest. 1015), der Großvater von Abū l-Walīd al-Bādschī, Ibn al-Hadhdhā' (gest. 1025), Muhammad ibn ʿAbdallāh Ibn ʿĀbid al-Maʿāfirī (gest. 1047) und ʿAbdallāh Ibn al-Walīd (gest. 1056). Viele der andalusischen Gelehrten suchten Ibn Abī Zaid für längere Zeit auf, machten Abschriften von seinen Werken und nahmen sie mit in ihre Heimat. Für die Vermittlung seiner Werke nach Andalus waren besonders Ibn ʿĀbid und Ibn al-Walīd wichtig, daneben aber auch der Nordafrikaner Ibn Hammūsch, der später nach Córdoba auswanderte.
Ibn Abī Zaids Ruf drang sogar bis in den Irak. Sein Zeitgenosse Ibn an-Nadīm (gest. 995) erwähnt ihn in seinem Fihrist als „einen der bedeutenden Männer unserer Zeit“. Der aschʿaritische Kalām-Gelehrte Ibn Mudschāhid, der Scheich von al-Bāqillānī, forderte 979 in einem Brief an Ibn Abī Zaid Kopien zweier seiner Rechtswerke an.
Zusammen mit anderen Gelehrten pflegte Ibn Abī Zaid die Sabt-Moschee in Kairouan zu besuchen, in der wöchentlich mystische Sitzungen stattfanden. Aus Furcht vor den herrschenden Fatimiden hielt er diese Besuche jedoch geheim.

### Tod und Nachkommen
Ibn Abī Zaid starb am 30. Schaʿbān 386 (= 17. September 996) kurz nach Mittag. Sein Schüler al-Qābisī leitete am nächsten Tag die Begräbniszeremonie, der unzählige Menschen beiwohnten. Man begrub Ibn Abī Zaid in der Erde seines eigenen Hauses.
Ibn Abī Zaid hatte zwei Söhne: Abū Bakr Ahmad und Abū Hafs ʿUmar. Ersterer überlieferte die Bücher seines Vaters und wurde 1043 von al-Muʿizz ibn Bādīs kurzzeitig zum Qādī von Kairouan ernannt. Daneben wird in verschiedenen Quellen auch eine Tochter erwähnt.
Das Grab Ibn Abī Zaids wurde später zum bevorzugten Ziel von Pilgern. Es befindet sich in einer engen und verwinkelten Gasse in der Altstadt von Kairouan, die seinen Namen trägt, und ist als Maqām Sīdī Abū Muhammad bis heute bekannt. Auch die Fundamente seines Hauses sind dort noch zu sehen.

## Werke
Insgesamt sind 35 Werke von Ibn Abī Zaid al-Qairawānī bekannt. Im Folgenden werden nur diejenigen Werke erwähnt, über deren Inhalt greifbare Informationen vorliegen:

### Die Risāla
Ar-Risāla („Das Sendschreiben, der Traktat“), auch bekannt als Bākūrat as-Saʿd („Anfang des Glücks“) und Zubdat al-Maḏhab ("Quintessenz des Madhhabs), ist eine Zusammenfassung der malikitischen Rechtsdoktrin für Unterrichtszwecke. Im ersten Kapitel behandelt der Autor die Frage der Definition des Glaubens, nimmt Stellung zu Gottes Attributen und weist die Lehre von der Erschaffenheit des Korans zurück. Der kairouanische Historiograph ad-Dabbāgh (gest. 1300) berichtet, dass Ibn Abī Zaid das Werk im Jahre 938/939, als er erst 17 Jahre alt war, auf Bitten seines Lehrers as-Sabā'ī abfasste, der von ihm ein „kurzgefasstes Buch über den Glauben der Ahl as-sunna zusammen mit Fiqh und Anstandsregeln“ wünschte, „damit die Kinder der Muslime dies lernen.“ Andere Gelehrte behaupteten dagegen, dass er das Werk für den Erzieher Muhriz ibn Chalaf (gest. 1022) verfasst hatte, der später unter dem Namen Sīdī Mahrez zum Stadtpatron von Tunis wurde. H.R. Idris vermutet, dass es sich um zwei verschiedene Redaktionen der Risāla handelte, die Ibn Abī Zaid jeweils unterschiedlichen Personen widmete. Erhalten hat sich seiner Auffassung nach nur die jüngere Version des Werks, in deren Vorwort Ibn Abī Zaid aus der Position eines erfahrenen und angesehenen Gelehrten spricht. Nach Idris ist die Risāla als ein „Werk der Propaganda“ und als malikitisches Gegenstück zu den Daʿāʾim al-Islām des bekannten ismailitischen Qādīs Abū Hanīfa an-Nuʿmān zu verstehen.
Das Werk fand eine schnelle Verbreitung nicht nur islamischen Westen, sondern wurde auch in den Lehrzirkeln des Malikiten Abū Bakr al-Abharī (gest. 985) in Bagdad mit Begeisterung aufgenommen. Es heißt, dass die erste Abschrift des Werks in diesem Kreis für zwanzig Gold-Dinar verkauft wurde. Auch in späteren Generationen wurde es im malikitischen Lehrbetrieb viel benutzt. In den Bibliotheken des subsaharischen Afrikas findet sich eine Unmenge von Handschriften des Werks. Über Jahrhunderte war es hier der grundlegende Einführungstext für die Islamische Rechtswissenschaft. So erscheint es bis zum 18. Jahrhundert geradezu standardmäßig in den Biographien westafrikanischer Gelehrter als einer der von ihnen studierten Texte. Abdullahi dan Fodio erwähnt es in seinem autobiographischen Text Īdāʿ an-nusūḫ insgesamt sechs Mal. Auch sein Bruder Uthman Dan Fodio erwähnt den Text häufig in seinen Schriften. Bis heute wird es an der Azhar in Ägypten, der Zaitūna in Tunesien, der  Qarawīyīn-Hochschule in Marokko als Lehrbuch verwendet. Wegen seiner großen Bedeutung im malikitischen Unterrichtswesen ist das Buch auch häufig kommentiert worden. Der marokkanische Gelehrte al-Hasan az-Zain al-Filālī zählt insgesamt 134 Kommentare. Außerdem wurde es mehrfach in Kairo gedruckt.
A. D. Russell und Abdullah al-Mamun Suhrawardy stellten unter dem Titel First steps in Muslim jurisprudence (London 1906) erstmals Ausschnitte des Werks mit englischer Übersetzung vor, darunter die Kapitel über die Ehe, die Warteperiode (ʿidda) und das Erbrecht sowie kurze Auszüge aus anderen Kapiteln (siehe das Digitalisat). Edmond Fagnan übersetzte das Werk unter dem Titel "Risala: ou Traité abrégé de Droit Malékite et Morale Musulmane" (Paris 1914) erstmals ins Französische (siehe das Digitalisat). Eine zweite französische Übersetzung erstellte Léon Bercher in dem Buch La risâla ou epître sur les éléments du dogme et de la loi de l'Islâm selon le rite mâlikite (Alger 1945), das auch den arabischen Originaltext enthält und zahlreiche Nachauflagen erlebte. Eine erste vollständige englische Übersetzung mit Kommentaren erschien 1992 in Minna (Nigeria) unter dem Titel The Risâla: treatise on Mâlikî law of ʿAbdallâh Ibn-Abî-Zayd al-Qayrawânî (922 - 996). Sie wurde von Joseph Kenny erstellt. Aufgrund ihrer großen Bedeutung bei den Muslimen in Nordnigeria wurde die Risāla auch in die Hausa-Sprache übersetzt.

### Das Kitāb an-Nawādir wa-z-ziyādāt
Das Kitab an-Nawadir wa-z-Ziyādat ʿalā mā fī l-Mudauwana min ġairi-hā min al-ummahāt („Seltsames und Ergänzungen zur Mudawwana aus anderen Grundwerken“) in 19 Bänden ist Ibn Abī Zaids eigentliches Hauptwerk und das wichtigste Rechtskompendium des malikitischen Fiqh seit der Mudauwana von Sahnūn ibn Saʿīd. In dem Buch, das als Ergänzung zur Mudauwana angelegt ist, sind die Lehrmeinungen von Mālik ibn Anas und seinen Schülern zusammengestellt, die in den malikitischen Grundwerken (ummahāt), nämlich der Wāḍiḥa von ʿAbd al-Malik ibn Habīb (gest. 852), der Mustaḫraǧa von al-ʿUtbī (gest. 869), den Büchern von Ibn Sahnūn (gest. 870), der Maǧmūʿa von Ibn ʿAbdūs (gest. 874) und der Mauwāzīya von Ibn al-Mauwāz (gest. 882) überliefert sind. Diese Hauptquellen werden in dem Werk aber nie wörtlich zitiert, sondern immer nur paraphrasiert. Daneben werden noch zahlreiche andere Quellen verwendet. Ibn Abī Zaid trägt bei den verschiedenen Rechtsfragen den madhhab-internen Ichtilāf vor, erörtert die einzelnen Lehrmeinungen, erklärt ihre Schwierigkeiten und teilt schließlich seine eigenen Gewichtungen dazu mit.
Das Werk gehörte zu den malikitischen Büchern, deren Verbrennung der malikitenfeindliche Almohaden-Herrscher Abū Yūsuf Yaʿqūb al-Mansūr anordnete. Dennoch haben sich zahlreiche Handschriften des Textes erhalten. Einige Abschriften wurden schon zu Ibn Abī Zaids Lebzeiten in Kairouan und Sousse angefertigt. Eine 15-bändige Edition des Werks von ʿAbd al-Fattāḥ Ḥulw erschien 1999 bei Dār al-Ġarb in Beirut Digitalisat.
Das Kapitel zum Dschihad wurde von Mathias von Bredow ausgewertet. Er hat anhanddessen nachgewiesen, dass die Mālikīya Kairouans bei der Erörterung der Dschihād- und Siyar-Thematik häufig auf hanafitisches Gedankengut zurückgriff und Gemeinsamkeiten mit asch-Schaibānīs Siyar-Theorien zeigt. Ibn Abī Zaid hat auch an vielen Stellen die Rechtslehre von al-Auzāʿī berücksichtigt.

### Muḫtaṣar al-Mudauwana und al-Ǧāmiʿ
- Muḫtaṣar al-Mudauwana wa-l-Muḫtaliṭa, Auszug aus der Mudauwana von Sahnūn als Sammlung von ungefähr 50.000 nach Themen geordneten Rechtsfragen,[46] wahrscheinlich vor 979 verfasst. Das Werk, das im Lehrbetrieb später durch den Auszug seines Schülers al-Barādhiʿī verdrängt wurde, ist in Handschriften überliefert. Einige Kairouaner Fragmente stammen aus der Zeit des Verfassers.[47] Wie das Kitāb an-Nawādir gehörte das Werk zu den malikitischen Büchern, deren Verbrennung Abū Yūsuf Yaʿqūb al-Mansūr anordnete.[48]
- al-Ǧāmiʿ fī s-sunan wa-l-ādāb wa-l-ḥukm wa-l-maġāzī wa-t-taʾrīḫ wa-ġair ḏālika, Traditionssammlung, die eigentlich den Schlussteil von Muḫtaṣar al-Mudauwana bildet. Zweck des Buches, das mit einer umfassenden ʿAqīda beginnt, war es, einen Überblick über die auf die ersten Muslime zurückführbaren Traditionen (sunan) zu geben und ihnen die abzulehnenden unrechtmäßigen Neuerungen der vier wichtigsten nicht-sunnitischen Sekten, nämlich der Qadarīya, der Murdschi'a, der Charidschiten und der Schiiten, gegenüberzustellen.[49] Wie im Kitāb an-Nawādir führt der Verfasser seine Primärquellen samt sorgfältiger Auflistung der jeweiligen Überlieferungswege an. Hierzu gehören neben den dort genannten Büchern auch der  Muwaṭṭā von Mālik ibn Anas und das gleichnamige Buch von ʿAbdallāh ibn Wahb.[50] Das Buch spielte eine wichtige Rolle bei der Verteidigung der medinischen Rechtspraxis (ʿamal) und trug maßgeblich dazu bei, dass diese innerhalb der malikitischen Rechtsschule höher gewichtet wurde als der nur durch eine Kette von Gewährsleuten überlieferte Prophetenhadith.[51] Makkī ibn Abī Tālib, ein vielseitig gebildeter Schüler Ibn Abī Zaids, reichte das Werk an die Malikiten in Córdoba weiter.[52] Es wurde zwei Mal ediert: von Muḥammad Abū l-Aǧfān und ʿUṯmān al-Biṭṭīḫ (Tunis/Beirut 1982) Digitalisat und von A.M. Turki (Beirut 1990) mit zahlreichen Korrekturen zur Erstedition.[53]

### Das Kitāb aḏ-Ḏabb ʿan maḏhab Mālik
Es handelt sich um eine Verteidigung der malikitischen Lehrrichtung hinsichtlich verschiedener Grundlagenfragen und Rechtsanwendungen gegen Angriffe eines Schafiiten. Das Werk, das ohne erkennbares System zusammengestellt ist, behandelt vor allem Rechtsfragen aus dem Bereich des Familien-, Ehe-, Erb- und Scheidungsrechts, außerdem einige Aspekte des Handelsrechts. Bei den einzelnen Rechtsfragen wird jeweils die schafiitische Lehrposition unter Rückgriff auf die medinensische Rechtsauffassung, Koran und Hadith zurückgewiesen. Zu den Quellen, die Ibn Abī Zaid hier am häufigsten zitiert, gehören die juristischen Schriften von ʿAbd al-Malik ibn Habīb und von dem Bagdader malikitischen Gelehrten Ismāʿīl ibn Ishāq al-Dschahdamī al-Qādī (gest. 895).
Der Text ist nur in einer einzigen Abschrift überliefert, die in der Chester Beatty Library liegt. Diese Abschrift stellte Anfang Schaʿbān 371 (= Anfang Februar 982) der Andalusier Muhammad ibn ʿAbdallāh Ibn ʿĀbid al-Maʿāfirī her. Er nahm sie noch zu Lebzeiten des Ibn Abī Zaid nach Córdoba mit, wo sie später in den Besitz des berühmten malikitischen Gelehrten Muhammad ibn ʿAttāb (gest. 1071) gelangte.
Die Handschrift enthält mehrere „werkfremde“ Passagen, die Einblicke in den Kairouaner Gelehrtenalltag um die Mitte des 10. Jahrhunderts bieten:
1. Zwischen Teil II. und III. der Handschrift ist eine Korrespondenz zwischen Ibn Abī Zaid und dem bereits genannten Gelehrten Ibn Mudschāhid erhalten. Ibn al-Mudschāhid bittet in seinem Schreiben, das auf den 9. Dhū l-Qaʿda 368 (8. Juni 979) datiert ist, Ibn Abī Zaid, ihm Kopien von seinem Muḫtaṣar al-Mudauwana und vom Kitāb al-kabīr al-mabsūṭ (= Kitāb an-Nawādir wa-z-ziyādāt) zu übersenden. Das Antwortschreiben ist auf den 1. Schaʿbān 369 (21. Februar 980) datiert. Darin verspricht Ibn Abī Zaid, zwei Kopien vom Muḫtaṣar al-Mudauwana mit seinen Schülern über Mekka an Ibn al-Mudschāhid und an al-Abharī zu schicken. Vom Kitāb an-Nawādir lagen damals allerdings nur das Kapitel über die Reinheit und der Teil aus dem Kapitel über das rituelle Gebet vor.[58]
2. Eine Ansprache für die Eheschließung von Ibn Abī Zaid.[59]
3. Empfehlungen an einen Schüler für eine Reise in den Irak hinsichtlich der dort zu studierenden und zu erwerbenden Hadith- und Fiqhbücher. Zu den Traditionssammlungen, deren Studium Ibn Abī Zaid empfiehlt, gehören: (a) das Buch (kitāb) von al-Buchārī, also der Sahīh al-Buchārī; (b) der Muṣannaf von Ibn Abī Schaiba und (c) der Muṣannaf von ʿAbd ar-Razzāq as-Sanʿānī (gest. 827). Zur Widerlegung der hanafitischen und schafiitischen Rechtslehre empfiehlt Ibn Abī Zaid einige Werke irakischer Malikiten, darunter die Bücher von Ibn al-Dschahm (gest. 941) und al-Abharī (gest. 985), das Kitāb al-Aḥkām von Ismāʿīl al-Qādī und die zugehörige Zusammenfassung durch dessen Schüler Bakr ibn al-ʿAlā' (gest. 955). An koranexegetischen Werken, die der Schüler auf seiner Reise studieren soll, empfiehlt er die Korankommentare von Ismāʿīl al-Qādī und at-Tabarī.[60]

### Weitere Werke
- Kitāb al-Istiẓhār fī r-radd ʿalā l-Fikrīya und Kašf at-Talbīs waren zwei Schriften zur Widerlegung einer Gruppe, die Fikrīyya genannt wurde.[61] Letzteres Buch richtete sich speziell gegen einen gewissen ʿAbd ar-Rahmān as-Siqillī und die Wunder, die er für sich in Anspruch nahm. Al-Qādī ʿIyād berichtet, dass die Sufis und viele Ashāb al-hadīth Ibn Abī Zaid wegen dieses Buches verunglimpften. Sie verbreiteten, dass er die Huldwunder der Gottesfreunde leugne. Mehrere Gelehrte aus al-Andalus und dem Osten fassten daraufhin Werke gegen ihn ab, so Abū l-Hasan ibn Dschahdam al-Hamadānī, Abū Bakr al-Bāqillānī, Abū ʿAbd ar-Rahmān Schaqq al-Lail und Abū ʿUmar at-Talamankī.[62]
- Kitāb ar-Radd ʿalā Ibn Masarra al-māriq, Widerlegung des Philosophen und Mystikers Ibn Masarra (gest. 931), nur fragmentarisch erhalten.[63] Obwohl das Buch eine Persönlichkeit des andalusischen Islams behandelt, scheint es in al-Andalus keinen Widerhall gefunden zu haben.[64]
- Munāqaḍat Risālat al-Baġdādī al-Muʿtazilī, Antwort auf einen Brief des ägyptischen Gelehrten ʿAlī ibn Ahmad al-Baġdādī, der sich selbst als Malikit bezeichnete und die Gelehrten von Kairouan zur Übernahme der muʿtazilitischen Lehre sowie zur Zurückweisung der Lehre Abū l-Hasan al-Aschʿarīs aufforderte. Ibn Abī Zaid wies in seiner Antwort die Aufforderung al-Baġdādīs zurück und ging darin auf die verschiedenen muʿtazilitischen Lehren ein, die er einzeln zu widerlegen versuchte.[65]
- al-ʿAqīda au ǧumla muḫtaṣara min wāǧib umūr ad-diyāna, eine Zusammenfassung zum islamischen Dogma und Ritual.
- Kitāb Qiyām Ramaḍān wa-l-iʿtikāf, Schrift über das Nachtgebet im Ramadan und den Iʿtikāf.
- eine Qasīda zur Auferstehung,
- eine Qasīda zum Lobe des Propheten.
- Al-Qādī ʿIyād erwähnt außerdem ein Werk über den Iʿdschāz des Korans, eine Abhandlung über das Verbot des Disputs sowie eine Widerlegung der Qadarīya.[66]